# Izmajlovo
Izmajlovo (Russisch: Измайлово) is een station aan de tweede ringlijn in de Russische hoofdstad Moskou. Tijdens de bouw werd de werknaam Izmajlovski Park (Russisch: Измайловский парк) gebruikt als verwijzing naar het grote park aan de oostkant van Moskou waarvan de ingang bij metrostation Partizanskaja ligt. Het station heeft bij de opening de naam van de buurt, Izmajlovo, gekregen. Het station ligt nu aan de ringspoorlijn als gevolg van het besluit om het personenvervoer in het noord-oost kwadrant niet met een metro maar op regulier spoor te verzorgen. De plannen van het station zijn terug te voeren op een masterplan van de metro uit 1965. Hierin zou bij Partizanskaja een kruising komen met de buitenringlijn (lijn 11) van de metro. Het station is in 2015 nieuw gebouwd om toch een aansluiting met de metro te realiseren en behoort dus niet tot de oorspronkelijke ringlijn stations uit 1908. Aan de westkant is een ingang op straat niveau, het metrostation Partizanskaja en de "Olympische" hotels zijn bereikbaar via een 100 meter lange loopbrug over de autosnelweg die langs de oostkant van het station loopt.

## Galerij

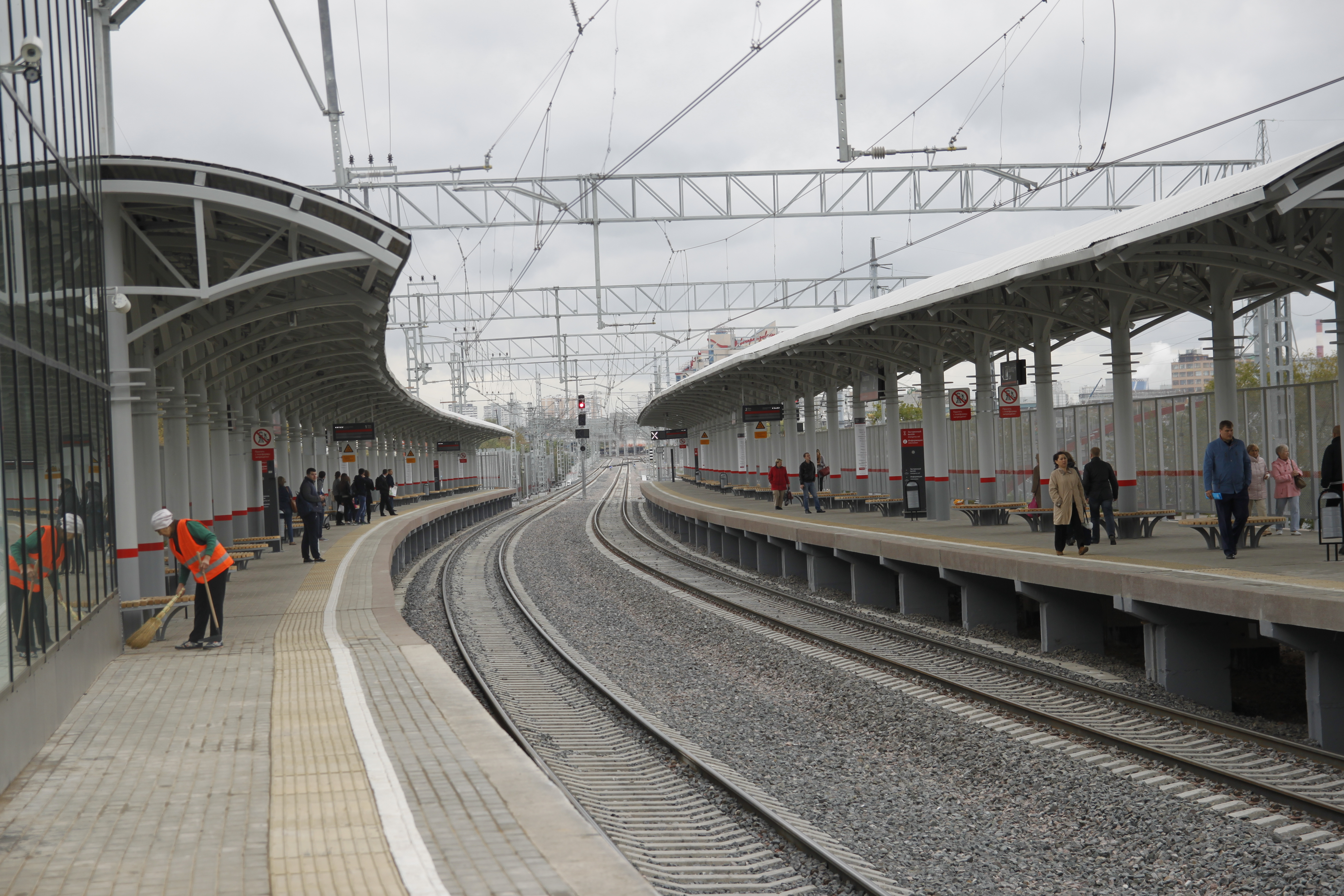
Blik naar het noorden richting Lokomotiv
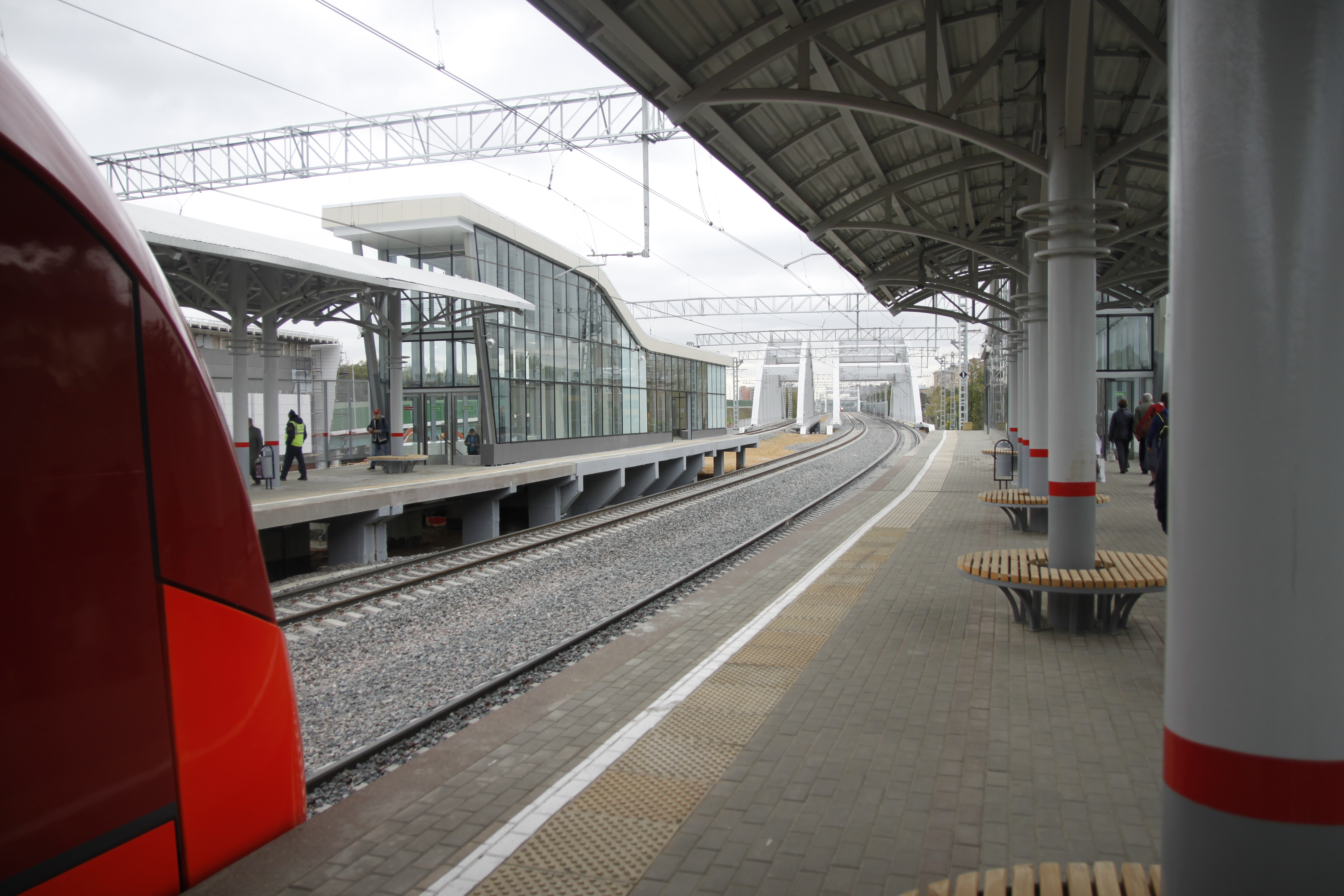
Blik naar het zuiden richting Sokolinaja Gora
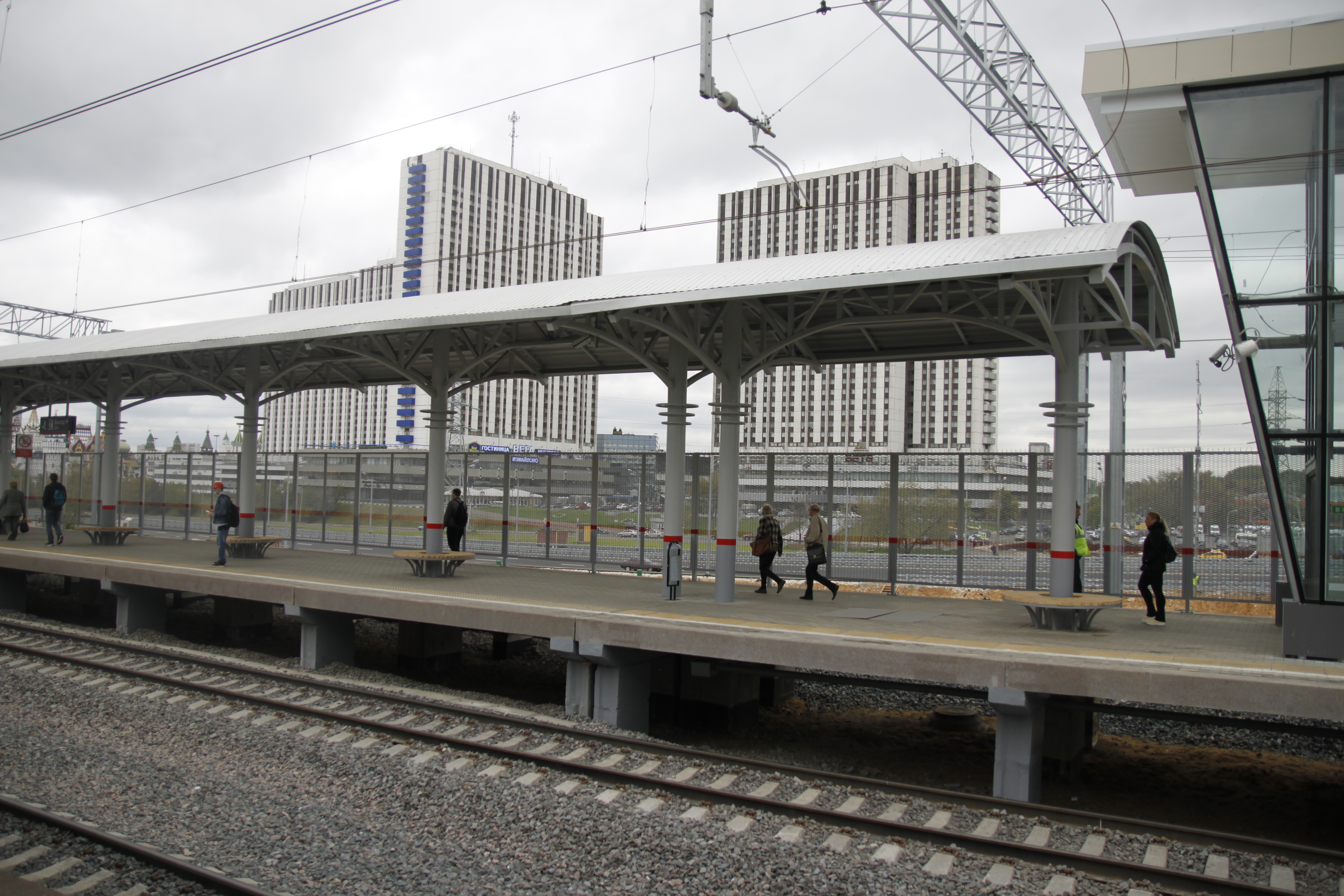
Het oostelijke perron, met op de achtergrond de hotels naast Fort Izmajlovo, die voor de bezoekers aan de Olympische Spelen van 1980 zijn gebouwd